# Dungeon Crawl Stone Soup
Dungeon Crawl Stone Soup — это компьютерная игра с открытым исходным кодом жанра Roguelike, являющаяся популярным продолжением Dungeon Crawl.

## История
Проект Dungeon Crawl Stone Soup был начат в 2006 году как попытка продолжить игру Dungeon Crawl, которая на тот момент развивалась крайне медленно, так как Линли Хензел, первоначальный создатель игры, отошёл от дальнейшей её разработки. Между тем, к игре за последние годы было выпущено несколько существенных патчей, в частности возможность автоматического интеллектуального исследования новой местности на основе алгоритма Дейкстры. Эти патчи были включены в состав проекта, который в итоге был публично представлен на Sourceforge.
С тех пор в ключе «помощи играющему» было реализовано немалое количество доработок, таких как, например, поиск по всем обнаруженным объектам с использованием регулярных выражений. Значительно дорабатывался и пользовательский интерфейс: есть возможность использования мыши, реализован графический интерфейс помимо обычного для Roguelike-игр терминального ASCII-интерфейса.

## Игровой процесс
DCSS — это игра в жанре Roguelike, то есть однопользовательская компьютерная ролевая игра. Игрок, создав себе персонажа, проходит в поисках мистического Orb of Zot случайным образом создаваемое подземелье, изобилующее боковыми ответвлениями, которые содержат как сокровища, так и необходимые для прохождения предметы. По дороге протагонист встречается с большим числом разнообразных монстров, включая уникальных, а также может использовать большое число разнообразных предметов. Для победы нужно найти от 3 до 15 «рун Zot», подобрать Orb of Zot и покинуть подземелье живым. По традиции, в игре отсутствует возможность многократной загрузки игры из сохраненного состояния, так что если персонаж погибает, то это навсегда, и необходимо начинать новую игру. Это обуславливает традиционный для roguelike-игр высочайший уровень сложности.

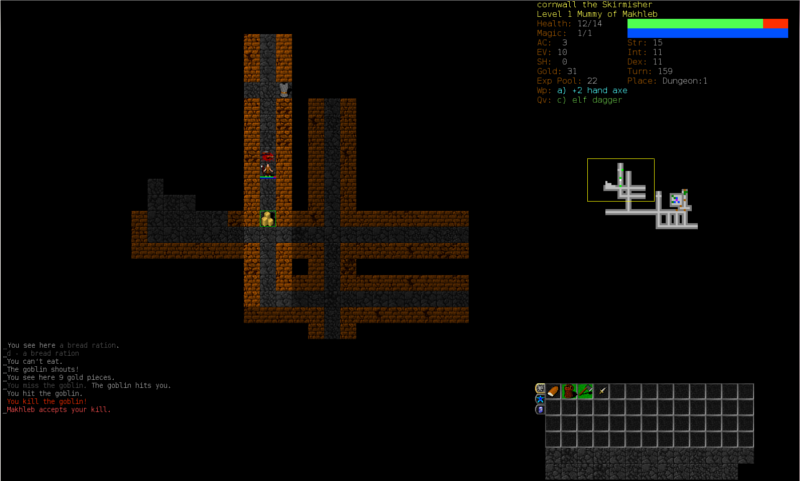
Графический интерфейс DCSS

В целом, геймплей разработан так, чтобы предоставлять выбор как тактических, так и стратегических решений в игре с высокой реиграбельностью, обусловленной как случайной генерацией подземелья и набора доступных дополнительных ответвлений, так и широким сбалансированным выбором стартовых условий для персонажа и возможностей его развития. Интерфейсов возможно два, первый — стандартный для roguelike игр, ascii-терминал, второй — графический, с возможностью оперирования мышью. Интерфейс позволяет автоматизировать ряд задач, как то: исследование новых территорий, поиск уже встречавшихся в игре объектов, переход к ним. Разработчики декларируют стремление избегать как необходимости бездумного повторения пользователем одинаковых действий, так и иллюзорных возможностей выбора, в которых на деле одна из возможностей всегда лучше. Разработчики стараются поддерживать статус-кво с количеством реализованных возможностей, удаляя избыточные, не вносящие в игровой процесс разнообразия, внося дополнения, включая ряд рас и магическую школу. Также разработчики считают текущую длительность игры оптимальной, поэтому в случае добавления новых веток и отделов подземелья некоторые старые будут сокращаться либо удаляться.

## Протагонист
Персонаж определяется в первую очередь своей расой, классом и религией. Развитие персонажа основано на опыте, получаемом при победе над монстрами (не обязательно убийстве). Этот опыт постепенно повышает как уровень персонажа, так и набор навыков, которые играющий решил развивать. В число навыков входят владение тем или иным видом оружия ближнего боя, тем или иным видом стрелкового оружия, ряд магических школ и некоторое количество общих навыков.

### Раса
Выбор расы определяет конкретные способности по обучению персонажа всем навыкам, то есть количество опыта, необходимое для развития навыка до высоких уровней. Кроме этого, ряд рас имеют отдельные расовые способности и возможности, несвойственные другим расам. В версии 0.24 доступно 27 различныx рас, варьирующиеся от рас, незначительно отличающихся от обычной игровой механики (люди, высшие эльфы, орки) до рас, имеющих фактически свой, уникальный геймплей, таких как мумии, вампиры, кошки, осьминоги.

### Класс
Выбор класса в свою очередь определяет стартовые навыки и снаряжение. Всего в версии 0.24 есть 24 возможностей, в том числе воины, берсерки, маги, некроманты, специалисты по той или иной элементной магии, целители, охотники и другие. В отличие от расы, выбор класса влияет только на начало игры, так что игрок может развивать любые навыки и использовать любые предметы, если это возможно для его расы.

### Религия
Некоторые классы (жрецы, целители, берсерки) начинают игру с той или иной религиозной принадлежностью. Обычно вполне возможно принять или изменить религию персонажа, как только найден соответствующий алтарь. В игре на момент версии 0.15 доступно 20 различных богов, и выбор религии имеет очень существенное влияние на игровой процесс, поскольку каждый из богов вознаграждает и наказывает свой набор действий, предлагая также свой специфический набор способностей и даров. Некоторые боги усиливают тот или иной способ прохождения, так, Окавару дарует оружие и доспехи, равно как и способности, позволяющие усилить персонажа в бою, Сиф Муна дарует книги с заклинаниями и предоставляет возможность быстрее восполнять запас магии. Некоторые же боги предъявляют весьма неожиданные требования к персонажу и его поведению в обмен на значительные преимущества, как Чейбриадос, который требует от последователей медленного передвижения в обмен на божественную помощь, или Ашензари, ограничивающий возможности по смене экипировки в обмен на значительное усиление первичных характеристик персонажа. Среди богов есть и трикстер — бог Ксом, ведущий себя совершенно непредсказуемо.

## Игровой мир
Подземелье, в котором путешествует игрок, содержит 27 основных уровней, но все необходимые для успешного прохождения предметы находятся в глубине тематических ответвлений: змеиной яме (The Snake Pits), слизистой яме (The Slime Pits), мелях (The Shoals), в складах (The Vaults), гробнице, населенной мумиями (The Tomb), четырёх версиях ада и пандемониуме, наполненном демонами. В каждом из указанных ответвлений находится по руне, в случае, если собрано 3 руны или более, возможен проход в ответвление, в конце которого находится Orb of Zot — обязательный для победы предмет. Кроме того, есть и ответвления, не содержащие рун, но дающие возможность получить ценные предметы снаряжения и иные сокровища: холлы эльфов, орочьи рудники, зал лезвий и другие. Для удачно развитых и хорошо экипированных персонажей, руководимых игроками, желающими максимизировать и без того высокую сложность игры, есть отдельный набор уровней, портал в который может быть случайно создан на любом уровне основного подземелья — Зиккурат.
Большинство уровней создаются случайным образом для большей вариативности и реиграбельности, но ряд уровней, содержащих основные предметы, важные для прохождения, случайно выбирается из нескольких сделанных вручную усложнённых шаблонов, обычно содержащих и случайную часть. Эти шаблоны сделаны на языке, специфичном для игры, построенном на основе скриптов Луа. Случайно создаваемые уровни могут также содержать случайно выбираемые фрагменты, также являющиеся заранее созданными шаблонами, которые называются «схрон» (vault), а также порталы на мини-уровни, называемые «портальные схроны» (portal vaults).

## Сетевая игра
Хотя DCSS является однопользовательской игрой со скачиваемым клиентом, существует некоторое количество серверов, поддерживающих игру онлайн через ssh-клиент. Существует также сервер, поддерживающий графическую версию игры. В числе преимуществ онлайн-игры — автоматическое отслеживание лучших достижений по количеству набранных очков, запись игры в режиме реального времени с возможностью последующего просмотра. Кроме того, чаще встречаются призраки других персонажей (ранее погибших на этом уровне), что несколько усложняет игру. При обновлении игры до новой стабильной версии на онлайн-серверах проводится турнир.